# 秋田中央交通線
秋田中央交通線（あきたちゅうおうこうつうせん）は、かつて秋田中央交通が運営していた、秋田県南秋田郡八郎潟町の八郎潟駅と同郡五城目町の五城目駅とを結んでいた鉄道路線。
僅か3.8kmと短い路線だった。一時は五城目から上小阿仁村、鷹巣町（現北秋田市）方面へ抜ける路線網を延伸する構想もあったものの実現には至らず、1969年（昭和44年）夏に全線が廃止された。
代替輸送として、同社が路線バスを運行している。
当線を走った電気機関車と客車は長らく五城目小学校のグラウンドに展示されていたが、老朽化が激しく2003年に廃棄処分となった。

## 路線データ
- 路線距離（営業キロ） : 3.8km
- 軌間 : 1067mm
- 駅数（起終点駅を含む）: 4駅
- 複線区間 : なし（全線単線）
- 電化区間 : 全線（直流600V）

## 歴史

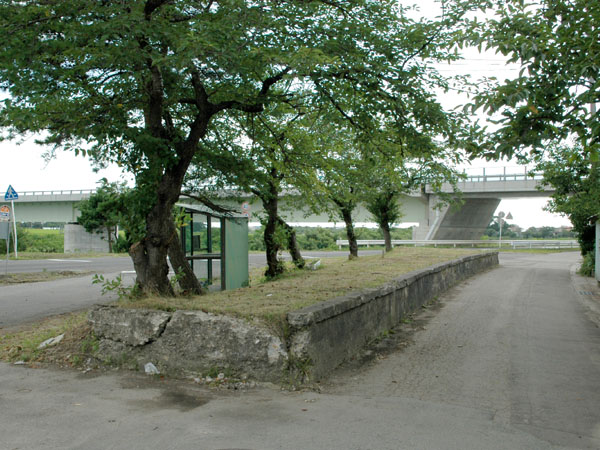
川崎駅跡

- 1919年（大正8年）10月 - 一日市駅 - 五城目駅間を軽便鉄道法による免許申請
- 時期不詳 - 却下されたため軌道条例による出願に改める
- 1920年（大正9年）8月13日 - 軌道特許状下付（南秋田郡一日市村 - 同郡五城目町間 動力瓦斯）[1]
- 1921年（大正10年）1月15日 - 五城目軌道設立[2][3]
- 1922年（大正11年）4月21日 - 五城目駅 - 東五城目駅間 (3.8km) 開業[3]
- 1926年（大正15年）11月1日 - 五城目駅を一日市（ひといち）駅に改称
- 1927年（昭和2年）1月1日 - 東五城目駅を五城目駅に改称
- 1943年（昭和18年）6月26日 - 秋田市・南秋田郡の鉄道・バス事業者統合の存続会社となり秋田中央交通に改称
- 1950年（昭和25年）1月20日 - 全線電化
- 1965年（昭和40年）6月1日 - 一日市駅を八郎潟駅に改称
- 1969年（昭和44年）7月11日 - 八郎潟駅 - 五城目駅間3.8km全線廃止

## 駅一覧
事業者名・所在地の自治体名等は廃止時点のもの。全駅秋田県に所在。
| 駅名     | 営業キロ | 接続路線               | 所在地           | 所在地 |
| -------- | -------- | ---------------------- | ---------------- | ------ |
| 八郎潟駅 | 0.0      | 日本国有鉄道：奥羽本線 | 南秋田郡八郎潟町 |        |
| 川崎駅   | 1.9      |                        | 南秋田郡八郎潟町 |        |
| 高校前駅 | 2.9      |                        | 南秋田郡五城目町 |        |
| 五城目駅 | 3.8      |                        | 南秋田郡五城目町 |        |

## 車両
開業時に用意された車両はガソリン機関車2両、客車2両、貨車4両。ガソリン機関車は同年に開業した仙台軌道（仙台鉄道）と同じアメリカミルウォーキー社製で、一般営業した鉄軌道では最も早いガソリン機関車導入とされる。ただ非力な上に脱線も多かったため、1925年から蒸気機関車が導入され置き換えられた。客車は、開業時に用意された木造小型ボギー車（定員32名）のハフ1・2と1939年に松島電車から譲渡された木造4輪単車のハ1・2が在籍していた。
戦後は石炭費の高騰に苦しめられ、新潟鉄道局の指導もあって電化される事になった。その際には南海電鉄から元国鉄の電気機関車ED40 1（出力230kW）を購入したが、出力が大きすぎて変電所の回転変流器100kW2台では電力不足であり、重量も44tと重すぎたため使用に堪えず、5年ほどで廃車された。1951年には東急電鉄から電動貨車（デワ3002）を購入、後に2両（デワ3001・3003）増備し、これが主力となった。1967年には越後交通長岡線からEB110形EB111を購入するもわずか2年で路線が廃止となった。
なお電化後も電車は導入されず、電気機関車や電動貨車が客車を牽引する方式が採られた。デワ3000形と同時期にナハフ10形客車2輌（国鉄キハ41000形の改造）が導入され、廃線まで主力として使用された。

## 輸送・収支実績
| 年度 | 輸送人員（人） | 貨物量（トン） | 営業収入（円） | 営業費（円） | 営業益金（円） | その他益金（円） | その他損金（円）       | 支払利子（円） |
| ---- | -------------- | -------------- | -------------- | ------------ | -------------- | ---------------- | ---------------------- | -------------- |
| 1922 | 52,336         | 2,510          | 13,796         | 13,388       | 408            |                  |                        |                |
| 1923 | 51,636         | 2,278          | 27,292         | 18,850       | 8,442          |                  | 償却金500              | 2,356          |
| 1924 | 83,384         | 3,211          | 27,049         | 22,885       | 4,164          |                  |                        |                |
| 1925 | 78,703         | 2,330          | 25,030         | 22,010       | 3,020          |                  |                        |                |
| 1926 | 85,316         | 4,627          | 27,344         | 20,474       | 6,870          |                  | 償却金6,000            | 290            |
| 1927 | 91,622         | 7,697          | 31,370         | 18,121       | 13,249         |                  | 償却金8,000            | 8              |
| 1928 | 84,823         | 8,580          | 29,290         | 17,699       | 11,591         | 自動車287        | 償却金11,000           |                |
| 1929 | 61,078         | 6,872          | 23,247         | 17,717       | 5,530          | 自動車3          | 償却金5,347            |                |
| 1930 | 59,696         | 7,238          | 23,021         | 15,950       | 7,071          | 自動車454        | 自動車及償却金2,301    |                |
| 1931 | 61,056         | 7,544          | 22,886         | 14,581       | 8,305          |                  | 自動車及償却金4,119    |                |
| 1932 | 58,010         | 7,906          | 22,516         | 12,872       | 9,644          |                  | 償却金2,648            |                |
| 1933 | 72,327         | 6,842          | 26,330         | 12,760       | 13,570         |                  | 償却金2,000自動車3,176 |                |
| 1934 | 82,373         | 10,175         | 30,380         | 17,364       | 13,016         |                  | 償却金4,000自動車2,103 |                |
| 1935 | 104,448        | 12,220         | 31,914         | 21,818       | 10,096         |                  | 償却金2,800自動車1,077 |                |
| 1936 | 116,524        | 12,441         | 32,725         | 19,834       | 12,891         |                  | 償却金5,000自動車906   |                |
| 1937 | 132,491        | 9,270          | 32,996         | 20,547       | 12,449         |                  | 償却金4,547自動車1,909 |                |
| 1948 | 557,608        | 16,012         |                |              |                |                  |                        |                |
| 1949 | 518,745        | 24,358         |                |              |                |                  |                        |                |

- 鉄道省鉄道統計資料、鉄道統計資料、鉄道統計、鉄道統計年報、地方鉄道軌道統計年報各年度版